# Loved Me Back to Life
Loved Me Back to Life es el vigésimo quinto álbum de estudio de la cantante Céline Dion. Fue lanzado por Sony Music Entertainment el 1 de noviembre de 2013 y es su undécimo lanzamiento en este formato publicado en inglés. 
Fue promocionado con el sencillo homónimo "Loved Me Back to Life", lanzado el 3 de septiembre de 2013, compuesta por Céline Dion y Sia Furler y producida por Emanuel Kiriakou, Babyface, Tricky Stewart, Aaron Pearce, Kuk Harrell, Eg White, Play Production, Ne-Yo y Walter Afanasieff, entre otros.
El álbum incluye dos duetos: "Incredible", con Ne-Yo, y "Overjoyed", junto a Stevie Wonder. Hasta el 18 de diciembre de 2013 Loved Me Back to Life ha vendido más de 1.3 millones de copias a nivel mundial.
Loved Me Back to Life es el primer Álbum de estudio de Céline Dion desde Taking Chances (2007).

## Antecedentes
En junio de 2012, la página web oficial de Céline anunció que durante abril y mayo la cantante empezó a grabar las canciones para sus próximos álbumes en inglés y francés, los cuales serían lanzados en el otoño de 2012. El álbum anglófono presentaría versiones de estudio de canciones inéditas de Celine, su show en Las Vegas; además de varios temas nuevos.
En agosto de 2012, la artista confirmó a través de su sitio web que el cover "Open Arms", de Journey, tema de apertura del show de Las Vegas de Dion, sería incluido en el próximo álbum anglófono. En septiembre de 2012, también se reveló que "Ne me quitte pas" aparecería en el álbum en inglés. Más adelante, "Ne me quitte pas" fue lanzada en la edición deluxe de Sans attendre y "Open Arms" fue incluido únicamente en la edición japonesa del álbum.
Le Journal de Montréal declaró que el álbum inglés contendría algunas canciones escritas por Eg White, además de algunos temas producidos por Babyface y un dueto con Stevie Wonder para la canción "Overjoyed", la cual Dion canta en su show de Las Vegas.
En marzo de 2013, Ne-Yo confirmó su participación en un dueto del álbum, señalando que "fue un desafío" y que lo llevó a "cuestionarse sobre su habilidad vocal". El dúo primero trabajó en el álbum del 2007 Taking Chances, Ne-Yo como coescritor y coproductor para el tema "I Got Nothin' Left." Otro nuevo tema para el álbum, escrito por Diane Warren, "Unfinished Songs", se incluyó en la película Germano-Británica Song for Marion. La sesión de grabación de "Unfinished Songs" se publicó en el sitio web de Dion en julio de 2013.
El 14 de septiembre de 2012, se anunció que el nuevo álbum anglófono de Dion titulado Water and a Flame sería lanzado en noviembre de 2012. Sin embargo, el 26 de septiembre de 2012, Sony Music Entertainment decidió posponer su lanzamiento hasta 2013. En marzo de 2013, René Angélil explicó que decidieron retrasar la fecha de lanzamiento, dado que el concepto del álbum había cambiado, luego del éxito de Sans attendre. En lugar de dedicar solo la mitad del disco a canciones originales, decidieron que la mayor parte del álbum debería contener canciones originales.
Angélil declaró que, inicialmente, el álbum se suponía que contendría seis covers y seis canciones originales. Luego de varias discusiones, se decidió colocar dos covers del show de Las Vegas de Céline: "At Seventeen" y "Overjoyed." El vídeo detrás de las escenas de Dion grabando "At Seventeen," con Babyface produciéndola, fue publicado en su sitio web oficial en abril de 2013. "Overjoyed," con un nuevo arreglo realizado por Stevie Wonder, fue coproducida por Tricky Stewart.
En abril de 2013, se presentó un detrás de las escenas de Dion y el productor Eg White grabando la canción "Water and a Flame." Además, se confirmó que el resto del álbum contendría piezas originales, incluyendo dos piezas coescritas por Audra Mae, la tataranieta de Judy Garland. El álbum fue agendado para ser lanzado en octubre de 2013. En julio de 2013, se anunció que sería titulado "Loved Me Back to Life". Dion interpretó la canción título en vivo por primera vez durante el concierto Céline... une seule fois en la ciudad de Quebec el 27 de julio de 2013. Dos días después, su sitio web oficial anunció que el álbum sería lanzado en noviembre de 2013.
Finalmente, el sitio oficial de Céline confirmó el lanzamiento el 5 de noviembre de 2013 para México y España, siendo la primera vez que se incluye una fecha de lanzamiento para todo Norteamérica.